# Mölndal Energi
Mölndal Energi bildades 1 januari 1947 då Mölndals stad köpte elanläggningarna i Mölndal av Yngeredsfors Kraft AB för 795 000 kr. Med kungens tillstånd den 23 maj 1947 kunde ett 20-årigt amorteringslån på 1 220 000 kr finansiera köpet. Elverket fanns på Kvarnbygatan 65 och montörerna på Södra Brogatan 1 i Krokslätt.
Mölndal Energi ägs av Kvarnfallet Mölndal AB som i sin tur ägs av Mölndals stad. Sedan 1 januari 1996, då elmarknaden ”avreglerades”, ansvarar det helägda dotterbolaget Mölndal Energi Nät AB för elnätet. Mölndal Energi har 117 medarbetare (2021) och är organiserat i fem affärsområden: Värme/Kyla, Tjänster, Elnät, Elhandel samt Vindkraft. Koncernen Mölndal Energi är kvalitets-, miljö och arbetsmiljöcertifierad enligt ISO 9001, ISO 14001 och ISO 45001.

## Produktion av värme, el och kyla
Årsproduktionen av fjärrvärme i kraftvärmeverket är ca 450 GWh. Det räcker till att värma upp ca 25 000 normalstora villor. Årsproduktionen av el är ca 120 GWh. Eleffekten är ca 27 MWe som mest, varav 23 MWe kan matas ut på elnätet. För att kunna producera el krävs efterfrågan på fjärrvärme. Fjärrvärmeeffekten är som mest ca 80 MW, inklusive rökgaskondensering som ger ca 20 MW.
Mölndal Energi äger också tre vindkraftverk (Dalboslätten söder om Mellerud, Håkantorp utanför Vara och ett i Tanums kommun) på 2 MW vardera, som producerar ca 17 GWh el per år.
Den totala försäljningen av fjärrkyla uppgick till 2,3 GWh år 2021.
På uppdrag av Mölndals Stad håller Mölndal Energi på att bygga ett åtta fotbollsplaner stort solcellsområde på 4 MWe där den sedan år 2019 övertäckta Kikås deponi ligger. Årsproduktionen av el beräknas till 4 GWh och kommer räcka till ca 2 000 lägenheter. Invigning planeras till sommaren 2024.

## Bakgrund

### Fjärrvärmeanläggning i berg
Sveriges första fjärrvärmeverk togs i drift 1948 i Karlstad. Några år senare startade fjärrvärmediskussioner i Mölndal. Placering i ett urberg valdes för att skydda anläggningen både från grannarnas oblida ögon och bomber – då detta var under det kalla krigets dagar. Fjärrvärmeanläggningen byggdes 1962 för 2,5 Mkr och togs i drift 1963. 6 000 kubikmeter berg fick sprängas bort innan anläggningen stod klar. Värmeverkets främsta syfte skulle bli att förse Idrottshuset,  Fässbergsskolan, Solängsskolan, lekskolan, yrkesskolan och intilliggande bebyggelse med värme.

### Riskullaverket
År 1984 flyttades fjärrvärmeproduktionen till nybyggda Riskullaverket på Aminogatan. Verket kostade 130 Mkr och hade en fastbränslepanna och en oljepanna på 50 MW vardera. Vid invigningen använde Riskullaverket torv som fast bränsle. Tio långtradare om dagen levererade bränsle från en torvtäkt utanför Gislaved.

### Riskulla Kraftvärmeverk
Riskullas nuvarande kraftvärmeverk invigdes 2009 som Mölndals största miljöinvestering eldat med biobränsle, då främst avverkningsrester som bark, grenar och toppar - grot. Grot är ett tredjesortiment, efter sågtimmer och massaved. Idag består Mölndal Energis biobränsle också till stor del av returträ (se Miljötillstånd 2018). Med rökgaskondensering återvinns också kondensationsvärme från vattenångan i rökgaserna genom kylning.
Riskullaverket omfattar bränslemottagning, bränslelager, transportband, oljecisterner, tre pannor, turbin, rökgaskondenseringsanläggningar och skorsten. Sedan 2018 används bioolja/RME som start och spetsbränsle.
- Panna 1: Fastbränsleeldad hetvattenpanna på ca 40 MW tillförd effekt som sedan 2016 eldas med biobränsle.
- Panna 2: Oljeeldad hetvattenpanna på 55 MW tillförd effekt och eldas sedan 2019 med bioolja/RME.
- Panna 3: Fastbränsleeldad panna på 88 MW tillförd effekt och eldas med förnyelsebara restprodukter.

### Valåsdalens panncentral
Anläggningen består av två oljepannor på vardera 11 MW tillförd effekt för topp och reservproduktion. Också i Valåsdalen har eldningsolja 1 ersatts av RME-olja som bränsle.
Utöver Riskullaverket och Valåsdalens panncentral finns flera mindre pannor för effektreserv/beredskap.

### Dagvattendamm
Under 2021 har en dagvattendamm byggts.

### Fjärrkylaanläggning
Sedan 2016 finns ett fjärrkylanät i centrala Mölndal. Fjärrkyleanläggningen finns i det bergrum i centrala Mölndal där fjärrvärmeproduktionen en gång inleddes. Kylan distribueras som kallvatten genom ett isolerat nergrävt rörsystem fram till kundens fastighet. Via värmeväxlare överförs kylan till luftkonditioneringssystem. Den första etappen bestod av 2,6 km nedgrävd ledning. Första kunden var det kontorshus där Essity sitter i Mölndals innerstad. Fjärrkylanätet byggs ut löpande.